# Американская тюремная литература
Американская тюремная литература — литература, написанная американцами, которые находились в заключении. Особенности этой литературы все чаще являются предметом изучения американских литературоведов. США являются мировым лидером по соотношению количества заключенных к общему количеству населения (754 заключенных на 100 тыс. человек).
По словам Арнольда Эриксона:
«Тюрьма являлась плодородной почвой для художников, музыкантов и писателей. Заключенные написали сотни работ, которые охватывают широкий спектр литературы. […] Книги, описывающие пребывание в тюрьме, интересны читателям далеко за пределами тюремных стен. Важность этих работ была признана в США высшими судами.»

## Обзор
Появление тюремной литературы связано с наличием у части преступников или пострадавших за свои политические убеждения необходимых навыков для выражения мыслей в письменной форме и большого жизненного опыта, с которым они могли бы поделиться с другими людьми.
Ранние записи часто пишутся преступниками ещё до их ареста. Среди ранних записей XX века были статьи писателя Джека Лондона, который в 1894 году провёл месяц в Нью-Йоркской тюрьме Эри Каунти.

### Литература XX века

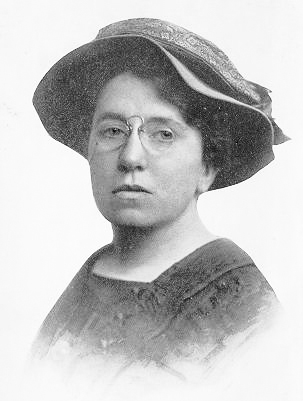
Эмма Гольдман

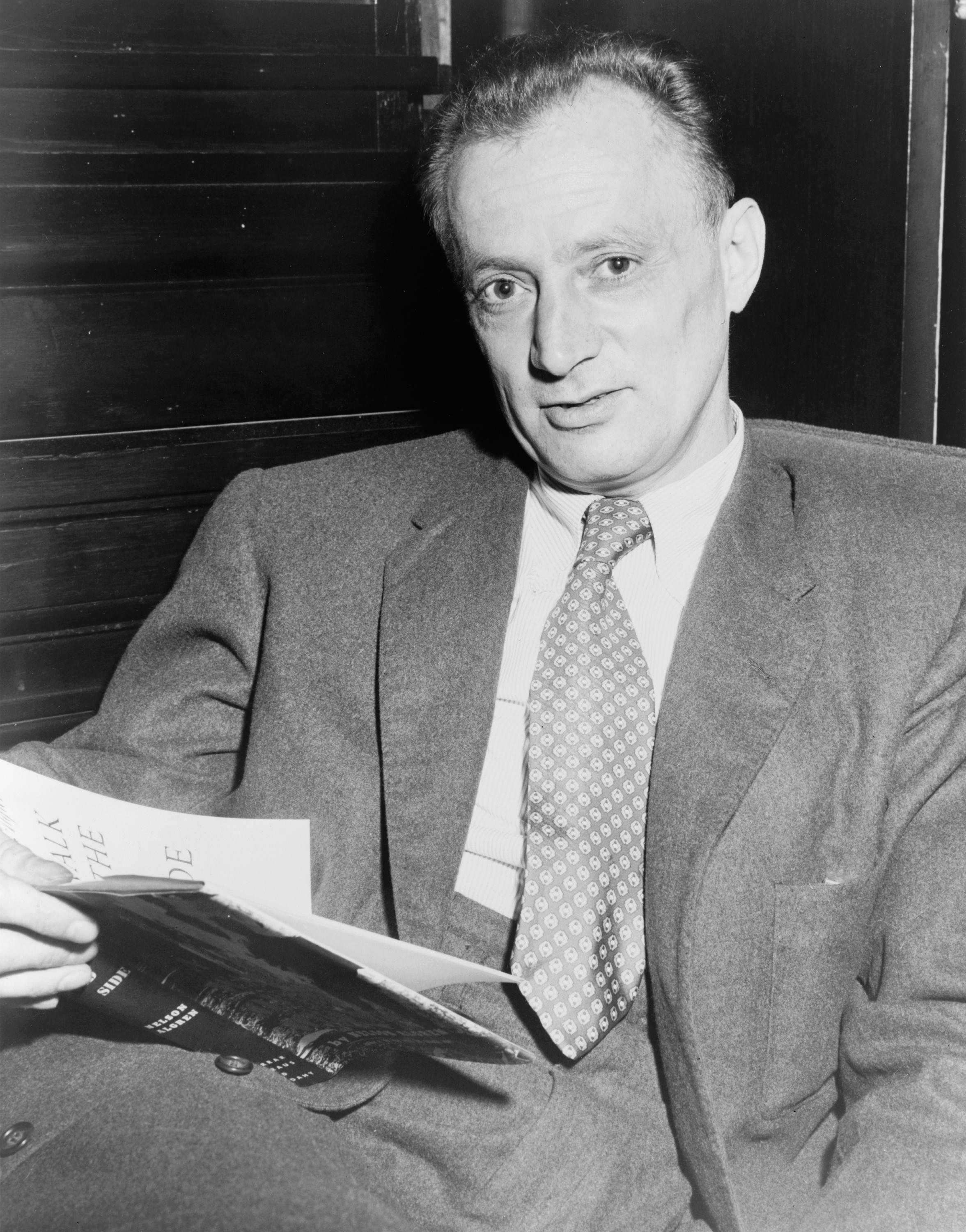
Нельсон Олгрен